# Муса Койта
Муса Койта (на френски: Moussa Koita, роден на 19 ноември 1982) е бивш френски футболист от сенегалски произход, който играе като нападател. 
Подвизавал се е във Франция и Белгия.

## Статистика по сезони
| Сезон   | Отбор           | Първенство | Мачове | Голове |
| ------- | --------------- | ---------- | ------ | ------ |
| 2010/11 | Черноморец (Бс) | А група    | 22     | 2      |